# Lijst van wapenfabrikanten
De lijst van wapenfabrikanten biedt een overzicht van bedrijven, die
anno 2008 wapens produceren met land van oorsprong.

## A
- Accuracy International Verenigd Koninkrijk
- Alexander Arms Verenigde Staten van Amerika
- Antonov Oekraïne
- Alliant Techsystems Verenigde Staten van Amerika
- ArmaLite Verenigde Staten van Amerika
- Armi Jager Italië
- Armament Technology Canada
- Armscor Filipijnen
- Arsenal Bulgarije
- Aselsan Turkije
- Atlas Elektronik Duitsland

## B
- BAE Systems Verenigd Koninkrijk
- BAE Systems AB (BAE Systems) Zweden
- Baikal Rusland
- Benelli Italië
- Beretta Italië
- Birmingham Small Arms Verenigd Koninkrijk
- Boeing (BDS) Verenigde Staten van Amerika
- Bofors Zweden
- Browning Arms (Fabrique Nationale) Verenigde Staten van Amerika
- Bushmaster Firearms International Verenigde Staten van Amerika

## C
- Caspian Arms Verenigde Staten van Amerika
- Charter Arms Verenigde Staten van Amerika
- Colt's Manufacturing Company Verenigde Staten van Amerika
- CZ Tsjechië

## D
- Denel Zuid-Afrika
- Detonics Verenigde Staten van Amerika
- Diehl BGT Defence Duitsland
- DRDO India

## E
- EADS Europa
- EAS Griekenland

## F
- Fabrique Nationale België
- Federal Cartridge (Alliant) Verenigde Staten van Amerika
- FEG Hongarije
- Finmeccanica Italië
- Forjas Taurus Brazilië
- Franchi Italië

## G
- General Dynamics Verenigde Staten van Amerika
- GIAT Industries Frankrijk
- Glock Oostenrijk
- Grand Power Slowakije

## H
- Heavy Industries Taxila Pakistan
- Heckler & Koch Duitsland
- Holland & Holland Verenigd Koninkrijk
- Howaldtswerke Duitsland
- HS Produkt Kroatië

## I
- INDEP Portugal
- Indumil Columbia
- Insys Verenigd Koninkrijk
- Israel Aircraft Industries Israel
- Israel Military Industries Israel
- IZh Rusland

## J
- Purdey Verenigd Koninkrijk
- JP Enterprises Verenigde Staten van Amerika
- KB Juschnoje Oekraïne

## K
- Kahr Arms Verenigde Staten van Amerika
- Kel-Tec Verenigde Staten van Amerika
- Kharkiv Morozov Oekraïne
- Kimber Manufacturing Verenigde Staten van Amerika
- Knight's Armament Company Verenigde Staten van Amerika
- Kongsberg Defence & Aerospace Noorwegen
- Krauss-Maffei Wegmann Duitsland

## L
- LWRC Verenigde Staten van Amerika
- Les Baer Verenigde Staten van Amerika
- LFK Duitsland
- Lockheed Verenigde Staten van Amerika
- Lürssen Duitsland

## M
- Magnum Research Israel
- Mechanische- en Chemische Industrie Turkije
- MasterPiece Arms Verenigde Staten van Amerika
- Mauser Duitsland
- Marlin Firearms Verenigde Staten van Amerika
- MBDA Duitsland
- Mecar België
- Metal Storm Australië
- Malyshev Oekraïne
- Manufacture d'armes de Saint-Étienne Frankrijk
- Norinco China
- Northrop Verenigde Staten van Amerika

## O
- Oerlikon Contraves Zwitserland
- Olympic Arms Verenigde Staten van Amerika
- Ordnance Factories Organisation India
- Ordtech Military Industries Griekenland

## P
- Pakistan Aeronautical Complex Pakistan
- Pakistan Ordnance Factories Pakistan
- Para-Ordnance Canada
- Patria Finland
- Productos Mendoza Mexico
- PT Pindad Indonesië

## R
- Remington Arms Verenigde Staten van Amerika
- Rheinmetall Duitsland
- RND Manufacturing Verenigde Staten van Amerika
- Romtehnica Roemenië
- Rosvoorouzhenie Rusland
- Royal Ordnance Verenigd Koninkrijk
- RPC Fort Oekraïne

## S
- Saab Zweden
- Sako Finland
- Smith & Wesson Verenigde Staten van Amerika
- Springfield Armory Verenigde Staten van Amerika
- Sphinx Systems Zwitserland
- Steyr Mannlicher Oostenrijk
- ST Engineering Singapore
- STI International Verenigde Staten van Amerika
- Stoeger Industries Italië
- Sturm Ruger Verenigde Staten van Amerika
- Swiss Arms Zwitserland

## T
- Textron Systems Verenigde Staten van Amerika
- Thales Groep Frankrijk
- ThyssenKrupp Duitsland
- Turkish Aerospace Industries Turkije

## U
- Oeralvagonzavod Rusland

## V
- Valmet Finland

## W
- Walther Duitsland
- Webley and Scott Verenigd Koninkrijk
- Winchester (Fabrique Nationale) Verenigde Staten van Amerika

## Z
- Zastava Arms Servië